# Amazona oratrix
L'amazzone testagialla (Amazona oratrix Ridgway, 1887) è un uccello della famiglia degli Psittacidi.

## Descrizione
Presenta la testa e la gola interamente gialle e la spalla ha il rosso mescolato con il giallo: il becco è corneo. I piccoli si presentano completamente verdi a eccezione di una macchia gialla sulla fronte.

## Biologia
Vive in gruppi anche numerosi che si spostano alla ricerca di pascoli dove nutrirsi; solo nel periodo riproduttivo le coppie si isolano e cercano un albero cavo per sistemarvi il nido. Le femmine depongono 3-4 uova che covano per 29 giorni. I piccoli si involano a circa 9 settimane ma dipendono dai genitori per altre 6-8 settimane.

## Distribuzione e habitat
L'amazzone testagialla è diffusa lungo la costa pacifica del Messico centrale e in tutta la zona caraibica. La sottospecie belizensis è diffusa nel Belize; hondurensis in Honduras; la tresmariae nelle isole Tre Marie e in una zona limitata lungo la costa del Messico occidentale.
L'habitat di questo pappagallo è vario: foreste primarie di tipo amazzonico, foreste a galleria lungo i corsi dei fiumi, foreste costiere ricche di palme e mangrovie, savana erbosa con alberi sparsi e foresta secondaria aperta con alberi sparsi e sottobosco rado.